# Francisco López de Villalobos

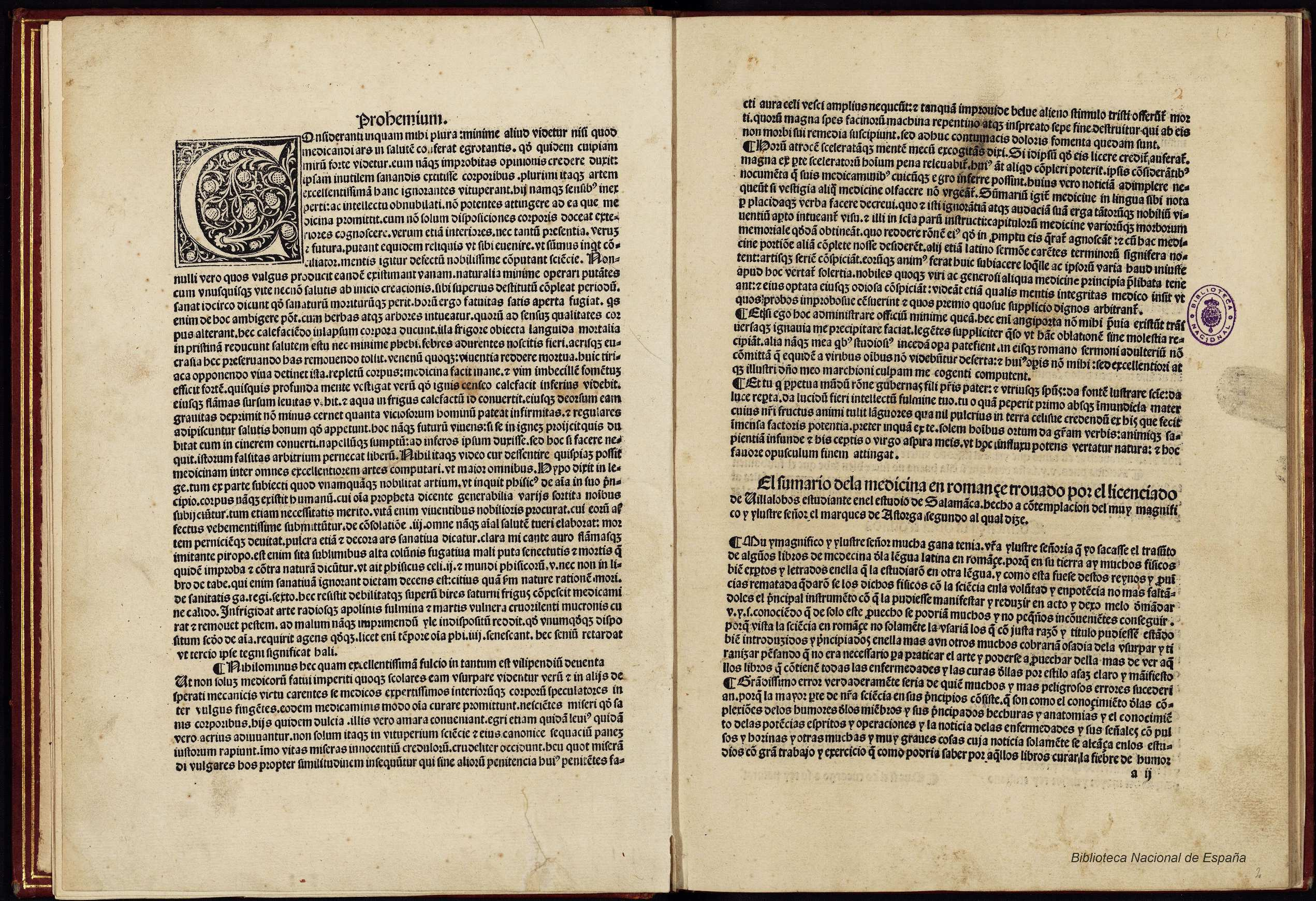
Sumario de la medicina de Francisco López de Villalobos, editado en 1498.

Francisco López de Villalobos o Francisco de Villalobos, (Villalobos, Zamora, 1473 - Valderas, provincia de León, 1549) médico, humanista, traductor y escritor español del Renacimiento.

## Biografía
Nació en Zamora o en su provincia, acaso en Villalobos; creció en una familia judía protegido por los marqueses de Astorga, de la que sus antepasados fueron médicos; fue judeoconverso, condición que no ocultó nunca, y médico de la casa ducal de Alba desde 1506 residiendo por algún tiempo en Medina de Rioseco y Alba de Tormes, y del rey Fernando el Católico desde 1509, cuando lo nombró médico de cámara, cargo en el que fue confirmado después en 1518 por el emperador Carlos I, a cuyo servicio permaneció hasta su jubilación en 1542. Fue acusado ante el tribunal inquisitorial de Córdoba de haber obtenido su puesto de médico de la corte real mediante artes nigrománticas y encarcelado ochenta días mientras se aclaraba el asunto. Su muerte acaeció en Valderas (León) en 1549.
Su primera obra publicada parece haber sido el Sumario de la medicina. Con un tratado sobre las pestíferas buvas (Salamanca: Antonio de Barreda, 1498), dedicada al segundo marqués de Astorga, quien parece fue quien sufragó sus estudios de medicina en la Universidad de Salamanca, donde se licenció a mediados de los noventa y por lo que se le ha considerado parte de la escuela homónima. La primera de estas obras es una síntesis del Canon de Avicena en verso; la segunda, uno de los primeros escritos europeos donde se describe la enfermedad de la sífilis.
Escribió Problemas naturales y morales que, en forma de glosa en prosa a varios poemas, versa sobre varias cuestiones de física y ética; el Tratado de los tres grandes, una especie de disección moral y psicológica de tres pasiones: a saber, la gran parlería o locuacidad, la gran porfía o empecinamiento y la gran risa, y la Glosa de la canción sobre la muerte. También escribió Diálogos familiares sobre medicina y una traducción de la comedia Anfitrión de Plauto, realizada más o menos hacia 1515, con un apéndice titulado Sentencias que glosa su última escena y que es en realidad un tratadito sobre el amor. Todas estas obras fueron impresas en Zamora en 1543 dedicadas al Serenísimo Príncipe de Portugal don Luis, y de su éxito da fe el que fueran muy reimpresas. Su estilo es llano, sin afectaciones ni excesos eruditos, tal como pregonaba Juan de Valdés, y así lo declara en el prólogo. El primero en reparar en los méritos de este autor fue el ilustrado Antonio de Capmany en su Teatro histórico-crítico de la elocuencia española. Su lengua es la de Castilla la Vieja, y no se deja influir por la norma toledana que impuso Garcilaso.
Junto a estos escritos, unos científicos y otros literarios, Villalobos escribió una traducción del Amphitruo de Plauto siendo estudiante, y un conjunto de epístolas, unas en latín y otras en castellano, en las que se pueden encontrar los únicos datos biográficos que se conocen. Lo interesante de estas epístolas es que tienen una estructura retórica propia de la tradición humanística y que el propio Villalobos aprendió en la Universidad de Salamanca, seguramente con el tratado de Fernando de Manzanares. Como médico sigue el galenismo arabizado y más propiamente el avicenismo bajomedieval; en el ámbito filosófico y en el científico en general y dentro del horizonte aristotélico se muestra partidario de la experimentación y distingue con claridad entre filosofía y teología. «Yo no hablo agora -escribe- con teólogos, y si los filósofos se acogen a ellos, harán como los malhechores que se acogen a la Iglesia».

## Obras

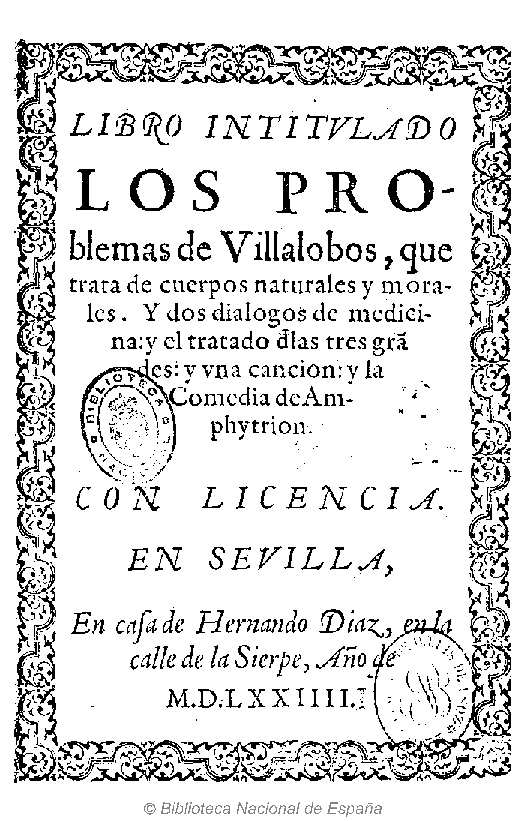
Libro intitulado Los problemas de Villalobos, de Francisco López de Villalobos, editado en 1574.

- Algunas obras de Francisco López de Villalobos. Madrid: Sociedad de Bibliófilos Españoles, 1886, 2 vols.
- Anphitrion de Plauto. Traducido por Francisco de Villalobos. Alcalá de Henares: Arnao Guillén de Brocar, 1517.
- Anphitrion de Plauto. La qual glosó en algunos pasos obscuros. Nuevamente impresa y emendada por el mesmo autor. Sevilla: Hernando Díaz, 1574.
- Congressiones, vel duodecim principiorum liber nuper editus. Salmanticae: Laurentis de Lion, 1514.
- "Declaración puesta a la postrera cena y capítulo de la comedia «El Anphitrion» por el Doctor Francisco de Villalobos". En Extravagantes: Opúsculos amenos y curiosos de ilustres autores. Barcelona: Biblioteca Clásica Española, 1884, p. 185-208.
- El Sumario de la medicina, con un tratado sobre las pestiferas buvas. Salamanca, 1498.
- "El Sumario de la Medicina con un tratado sobre las pestíferas buvas". En: Antonio Hernández Morejón, Historia bibliográfica de la medicina española. Madrid, 1842, Vol. I, p. 362-391.
- El Sumario de la Medicina con un tratado sobre las pestíferas buvas. Salamanca, [s. n.], a expensas de Antonio de Barreda, 1498.
- El Sumario de la Medicina con un tratado sobre las pestíferas buvas. Estudio preliminar acerca del autor y de sus obras por Eduardo García del Real. Madrid: Real Academia de Medicina, 1948.
- "Gedicht über die Syphilis". En: R. Finckenstein, Zur Geschichte der Syphilis. Breslau, 1870. Apéndice.
- Glossa literalis in Primum et Secundum naturalis historiae libros. Commentarii in naturalem Plinii historiam. Madrid: Alcalá de Henares, M. de Eguía, 1524.
- Libro intitulado los problemas de Villalobos, que trata de cuerpos naturales y morales, dos diálogos de medicina y el tratado de los tres grandes, una canción y la comedia Anphitrion. Zamora: Juan Picardo, 1543. *Libro intitulado los problemas de Villalobos: que trata de cuerpos naturales y morales. Y dos diálogos de medicina y el tratado de los tres grandes y una canción y una comedia de Anphitrion. Edición de Adolfo de Castro. En Curiosidades bibliográficas. Madrid: Rivadeneyra, 1855, p. 409-493. Biblioteca de Autores Españoles, 36.
- Libro intitulado los problemas de Villalobos: que trata de cuerpos naturales y morales. Y dos diálogos de medicina y el tratado de los tres grandes y una canción y una comedia de Anphitrion. Sevilla: Hernando Díaz, 1574.
- Libro intitulado los problemas de Villalobos: que trata de cuerpos naturales y morales. Y dos diálogos de medicina y el tratado de los tres grandes y una canción y una comedia de Anphitrion. Sevilla: Cristóbal Álvarez, 1550.
- Libro intitulado los problemas de Villalobos: que trata de cuerpos naturales y morales. Y dos diálogos de medicina y el tratado de los tres grandes y una canción y una comedia de Anphitrion. Zaragoza: Jorge Coci, 1544.
- Sobre las contagiosas y malditas bubas. Salamanca: Antonio de Barreda, 1498.
- Sumario de la Medicina con un tratado sobre las pestíferas buvas. Introducción y edición de María Teresa Herrera. Salamanca: Instituto de Historia de la Medicina Española, 1973.
- "Sumario de la Medicina con un tratado sobre las pestíferas buvas". En: Guerra, G. del I primi documenti quattrocenteschi sulla sifilis. Pisa: Giardim, 1970.
- Sur les contagieuses et maudites buves. Traduction et commentaires per le Dr. E. Langutin. París: Masson, 1890.
- The Medical Works, now first translated, with commentary and biography by George Gaskoin. London: Churchill and Son, 1870, VIII.
- The medical Works… now first translated with commentary and biography by George Gaskoin. Londres: John Churchill and Sons, 1870.
- "Tratado a las tres grandes, conviene saber de la gran Parlería, de la gran Porfía y de la gran Risa, por el Doctor Francisco de Villalobos". En Extravagantes: Opúsculos amenos y curiosos de ilustres autores. Barcelona: Biblioteca Clásica Española, 1884, p. 161-183.
- Tratado sobre las costumbres humanas. Introducción de J. L. Villacañas. Murcia: Biblioteca Saavedra Fajardo, 2012 (edición electrónica).
- Tratado sobre las costumbres humanas. Murcia: Biblioteca Saavedra Fajardo, 2012 (edición electrónica).